# Q&Aサイト
Q&Aサイト（キューアンドエーサイト）とは、利用者が質問を公開し、回答を募って疑問を解消する仕組みを提供するウェブサイトのことである。質問サイト、Q&Aコミュニティ、ナレッジコミュニティとも呼ばれる。

## 種類
Q&Aサイトには専門家が回答するものと、不特定多数の会員同士が知識や経験を共有するコミュニティ（共同体）を形成して、お互いの質問に自由に答え合うものがある。コミュニティ型のうち、幅広いジャンルの話題を扱うものとしてはYahoo!知恵袋、人力検索はてな、OKWaveなどがあり、日本以外ではAsk.fm、Yahoo! Answersや「知識 in」、百度知道などがある。特定のジャンルに特化したQ&Aサイトとしては発言小町（女性）や技術の森（製造業・技術）、シス蔵（情報システム）、NazoLab（数学・科学）、 Stack Overflow（プログラミング）などがある。一方、専門家型のQ&AサイトとしてはLawPivot（法律）や保団連の「健康相談サイト」、有料のExperts Exchange（IT）などがある。
Q&Aサイトの中には、他のQ&Aサイトと連携しているものがある。例えば「教えて！goo」はOKWaveのシステムを利用しており、「教えて！goo」に投稿された質問を別のQ&Aサイトで閲覧・回答することができる。OKWaveは他のQ&Aサイトにシステムを外販し、技術の森などで使われている。Q&AサイトのシステムはCRMやFAQなどの企業の業務に利用される場合もある。例えばOKWaveは金融・保険、製造、小売など様々な業界にシステムを販売しており、258サイトに導入されている（2012年）。

## 質問と回答の手順
コミュニティ型のQ&Aサイトの場合、質問者が質問ボタンを押して、質問文を入力し、カテゴリを選んで投稿すると、質問ごとに専用のページが作成される。同時にQ&Aサイトのトップページやカテゴリ別のページにも告知され、質問のタイトルや本文の一部が一覧リストに表示される。Q&Aサイトによっては、ランキング機能を持つものがあり、閲覧数や評価の高い質問が一覧表示されている場合がある。
閲覧者は一覧の中から興味を引いた質問を選んで、質問のページを表示し、質問の全文を確認して、回答できる場合は回答ボタンを押す。回答を入力して投稿すると、回答は質問文の下に追加され、質問者や他の閲覧者に公開される。次の閲覧者は質問と既存の回答を確認して、回答できる場合は自分の回答を投稿する。
Q&Aサイトによっては、質問者が閲覧数や回答の様子を見て補足質問を投稿したり、回答に対するコメントを投稿できる場合もある。回答の受付は質問者が満足するまで続き、最後に質問者が最も良いと思う回答を1つ選んで終了する。もしくはYahoo!知恵袋や「人力検索はてな」など、未解決のまま1週間で自動的に終了する場合もある。
投稿された質問と回答は回答の受付が終わった後も、過去ログとしてQ&AサイトやGoogleなどの検索エンジンから検索されたり、Q&Aサイトやポータルサイトの類似質問表示機能で再利用される。コミュニティ型のQ&Aサイトで投稿された回答は個人意見で正誤の保証はない。

## 機能
インターネットを使って質問文を不特定多数に公開し、閲覧者から回答を得て疑問を解消する行為は、Q&Aサイトの独占物ではない。2ちゃんねるなど電子掲示板も「専門板」があり、質問と回答が行われている。しかしQ&Aサイトは質問と回答に特化したウェブサイトであり、汎用サイトと比べて様々な工夫がなされている。
例えば汎用サイトでは質問と回答の作法が暗黙的に定形化され、初心者は教育的指導を受けた。Q&Aサイトは質問の手順や場所が明確で、初心者も安心して質問できる。
Q&Aサイトは、2ちゃんねるなど匿名掲示板と異なり、会員登録を必須としていることが多い。発言者はIDによって第三者に識別され、Q&Aサイトによっては発言履歴も第三者に公開される。質問のページでは、発言者ごとに回答や補足が1箇所にまとまるので、電子掲示板など複雑な発言構造を読み解かなくても、内容を把握することができる。発言はIDと関連付けられて何時までも残るので、問題発言はコミュニティ内での評価に関わり、荒らし対策にも有効である。
Q&AサイトはQ&Aマッチングともいわれ、質問者と回答者を出会わせてマッチングするナレッジマーケットの一種である。例えばYahoo!知恵袋は「回答ひろば」機能があり、登録キーワードや過去の回答傾向から、回答者が興味を持って回答できそうな質問を一覧表示する。Q&Aサイトの回答者は無償で回答するボランティアが多いが、中には対価が欲しい回答者・専門家もいる。それら回答者に「はてなポイント」など決済機能を提供したり、All Aboutなどの会社と交渉して専門家を回答者として招聘するのも、Q&Aサイトのサービスの1つである。
Q&Aサイトは、回答の品質や回答意欲を高めるための仕組みを設けている場合も多い。例えばYahoo!知恵袋では、質問者が回答の中から最も良い回答を選び、ベストアンサーとして表彰し、知恵コインと呼ばれるポイントを与える。OKWaveも同様に、所定の「ありがとうポイント」を付与する。ポイントは貨幣価値が無いことが多く、質問者の感謝の気持ちを数値的に表すだけの場合が多いが、「人力検索はてな」のポイントは質問者が有料で購入したコミュニティ通貨・仮想通貨であり、回答者はポイントを集めてAmazonギフト券などと交換することができる。ベストアンサーが多い利用者にカテゴリーマスターの称号を与えたり、年間マスターランキングで表彰したりするQ&Aサイトもある。
Q&Aサイトによっては、アンケート機能やブックマーク機能を提供している場合がある。Yahoo!知恵袋の知恵ノートなど、ハウツーサイト的なサービスを提供している場合もある。

## 質問
Q&Aサイトでは、数多くの質問と回答が行われている。例えば「教えて！goo」には約207万件/月の質問があり、平均3.5件の回答が付く（2012年4月から6月）。Yahoo!知恵袋の現在までの質問総数は1億件を超え、回答数は約2億3671万件に及ぶ（2013年1月）。
Q&Aサイトの質問は、カテゴリ別に分けられていることが多い。これは日本だけでなく、例えば中国の百度知道でも同じであり、电脑/网络（IT）、生活（ファッションなど）、医疗健康、体育/运动（サッカーなど）、电子数码（電話やカメラなどの電子デジタル）、商业/理财（ビジネス・財務管理）、教育/科学、社会民生（社会・政治）、文化/艺术（文化・芸術）、游戏（ゲーム）、娱乐休闲（音楽などの娯楽レクリエーション）、烦恼（恋愛などのトラブル）、资源共享（動画や音楽共有）、地区カテゴリに分かれている。
カテゴリには人気のカテゴリがあり、例えば「教えて！goo」の場合は恋愛相談や人生相談、ライフ、英語、法律に関するカテゴリが人気である。OKWaveの閲覧数ランキングでは「ロングブレスダイエットで本当に痩せますか？」「妊娠中の妻が家事を怠ります。 」「子供がAKB48のCDを大量に買ってしまいました」が年間TOP3（2012年）だった。Yahoo!知恵袋は嵐やプロ野球、AKB48、Facebook、東方神起をキーワード検索した人が多かった。人気カテゴリの傾向は、国ごとに異なるとした研究もある。

## 利用者
Q&Aサイトには数多くの利用者がいる。例えば「教えて！goo」の利用者は3,374万人/月で、閲覧数は1億2,851万PV／月（自社調べ）に達する。利用者の中心は30代と40代で、専業主婦やその他、事務・営業・保安職など様々な職業がいる。Yahoo!知恵袋は、1210万人が利用者登録をしている。

## 研究
Q&Aサイトはデータの形式が一定であるため、研究資料に使いやすいといわれている。例えばYahoo!知恵袋のデータは2007年から国立情報学研究所に提供されており、そのデータを使って国立国語研究所が自然言語処理研究用の大規模なコーパスを構築した。情報社会学会が2008年から「知識共有コミュティワークショップ」を開催している。

## 歴史

### 2000年代前半
現存するQ&Aサイトの誕生は、2000年頃とされる。以前もパソコン通信の電子掲示板やニュースグループ、メーリングリストなどがあったが、Simple Mail Transfer ProtocolやNetwork News Transfer Protocolを使った情報交換サービスは、電子メールクライアントの設定が必要であり、難解だと思われていた。一方でHypertext Transfer Protocolを使った情報交換サービスは、ウェブブラウザでホームページを見ることができれば利用できた。そのため2000年前後はHTTP技術の採用が進み、2ちゃんねるなど大規模な匿名電子掲示板が誕生し、ウェブ型のQ&Aサイトが始まり、ページランクに基づくGoogleの検索技術が普及し始めた。
2000年頃はパソコンやインターネットが普及した時期でもあった。日本では1998年に32.6％だったパソコンの世帯普及率が2002年までに71.7％に倍増し、インターネットの世帯普及率は13.4％から54.5％に上昇した。1591万世帯・約5248万人の初心者が誕生し、大量の質問需要が発生した。パソコンメーカーやインターネットサービスプロバイダのサポートセンターの電話はつながり難くなり、混雑状況の案内があったほどだった。電話がつながったとしても、押し寄せる多数の電話の「受電率」を上げるために、サポートセンターが解決方法を提案するだけで電話を切ってしまう「提案切り」の問題もあった。電話で問題を解決できなかったユーザーはインターネットで他のユーザーに助けを求めたが、熟練者の数は限られた。OKWaveなどQ&Aサイトがサービスインするとメーカーやプロバイダも独自のQ&Aサイトを立ち上げたり、Q&Aサイトのシステムを導入して、ユーザー同士の助け合いを促した。ユーザーの中には有料でもいいから優しく教えてもらいたい、専門家に教えてもらいたい、代わりに検索してもらいたい者もおり「人力検索はてな」やGoogle Answersなど有料のQ&Aサイトが誕生した。Q&Aサイトを知識を取引するナレッジマーケットとみなして、オークション型のQ&Aサービスを展開する会社もあった。パソコンの相談以外にもインターネット人口の増加によって、口コミや評価が楽しい時代になり、電子商取引も始まっていた。eコマースサイトにQ&Aサイトを組み込んで売り上げを伸ばしたり、リストラで傷んだ企業内のコミュニティを再生し、暗黙知を掘り起こしてナレッジマネジメントを行いたい要望もあり、Q&Aサイトの利用が広がった。

### 2000年代後半
次の波は2000年代中盤に訪れた。2004年頃から日本のYahoo!やライブドア、アメリカのYahoo!、韓国のNAVERや中国の百度などのポータルサイトが次々とQ&Aサイトを開設した。ちょうどこの頃、Web 2.0が始まり、Consumer Generated Mediaが本格化していた。Q&Aサイトはブログと共に、CGMコンテンツと看做され、利用を薦められることもあった。2005年頃から、Q&Aサイトと既存メディアのメディアミックスが試みられ、「今週、妻が浮気します」が出版・ドラマ化された。iモードへの対応も徐々に進み、2007年から2008年にかけてQ&Aサイトの利用が急増した。特にYahoo!知恵袋の躍進は目覚しく、利用者は約1262万人/月に達した。一方で、思ったほど広告収入に結びつかないなど様々な事情があり、サービスを終了するQ&Aサイトもあった。

### 2010年代前半
大規模化したQ&Aサイトは犯罪や不正の温床ともされ、Yahoo!知恵袋で2010年頃から中学生が宿題の相談をして、回答を丸写しにして提出する事例が問題視されていた。その後、2011年には大学入試問題ネット投稿事件、2012年にはステルスマーケティング目的のやらせ投稿が発覚した。逗子ストーカー殺人事件の犯人は、被害者の住所や凶器の入手方法などの情報をYahoo!知恵袋で集めていた（逗子ストーカー殺人事件#経緯も参照）。
コミュニケーションやレクリエーション目的の「ネタ質問」の存在も指摘されており、質問や回答の品質の確保は頭の痛い問題である。2012年現在、フィーチャーフォンからスマートフォンへの移行が進んでおり、以前よりインターネットを利用し易い。Q&Aサイトの質問は人も時も場所も端末も選ばなくなっており、従来のQ&Aサイトが採用しているIDや投稿の事前確認・検閲を越える新しい工夫が模索されている。例えばアメリカでは2000年代後半からソーシャル・ネットワーキング・サービスと連携した実名制に近いQ&AサイトやWiki型のQ&Aサイトなど様々な試みがなされており、ベンチャー企業がアイデアを競っている。

## 沿革
- 1999年8月 - OKWaveがOK Webのベータ版を開始[40]
- 1999年9月 - マイクロソフトの元社員（インド人）[46]が、Xpertsite.comのベータテストを開始（アメリカ）[63]
- 1999年10月 - ExpertCentral.comを開始（アメリカ）[64]
- 1999年10月 - 読売新聞社が発言小町を開始[65]
- 2000年1月 - OKWaveがOKWebコミュニティを開設[66]。同月、About.comがExpertCentral.comを買収（アメリカ）[67]
- 2000年3月 - Xpertsite.comがAskMe.comに改称し、サービスを開始（アメリカ）[63][68]
- 2000年5月 - 株式会社リアルコミュニケーションズ（現 リアルコム株式会社）がKスクエアを開始[47]
- 2000年10月 - DBdicを開始（韓国）[69]
- 2000年11月 - gooがOK Webのシステムを使って、教えて！gooを開始[45]
- 2001年7月 - 「はてな」が「人力検索はてな」を開始[70]
- 2002年4月 - GoogleがGoogle Answersのベータテストを開始（アメリカ）[71]。専門調査員による有料調査型の1つ。
- 2002年6月 - マイクロソフトが答えてねっとを開始[44]
- 2002年10月 - NAVERが知識 inを開始（韓国）[69]
- 2004年1月 - NHN Japanが知識plusを開始[72]
- 2004年4月 - Yahoo!知恵袋のベータ版を開始[73]（翌年、正式版に移行）[74]
- 2004年11月 - TSUTAYAが「人力検索サイトはてな」のシステムを使って、「TSUTAYA online はてな」を開始[75]
- 2005年1月 - OK Webの質問が「今週、妻が浮気します」として書籍化し[19]、2007年にはテレビドラマ化した
- 2005年6月 - 百度が百度知道を開始（中国）[76]
- 2005年10月 - エキサイトがOK Waveのシステムを使って、excite質問広場を開設[77]。同月、OK Webがサービス名をOKWaveに変更[78]
- 2005年12月 - Yahoo!がYahoo! Answersのベータ版を開始（アメリカ）[79]
- 2006年2月 - ライブドアがlivedoor knowledgeを開始[80]
- 2006年5月 - YAHOO!がモバイル版のYahoo!知恵袋を開始し、閲覧機能（5月）[50]、検索機能（10月）[81]、投稿機能（2007年9月）[82]など徐々にパソコン版に近づいた。
- 2006年8月 - 答えてねっとのシステムトラブルが発生した[83]。同月、Windows Live QnAのベータ版を公開（アメリカ）[84]
- 2006年10月 - マイクロソフトがOK Webのシステムを使って、MSN相談箱を開始[85]
- 2006年11月 - Google Answersが終了[86]し、有料Q&A市場に様々なベンチャー企業が現れた（アメリカ）[87]
- 2006年12月 - AmazonがAskvilleを開始（アメリカ）[88]
- 2007年11月 - AOLがイスラエルのYeddaを買収（アメリカ）[89]
- 2008年2月 - リアルコムがAskmeを買収（アメリカ）[90][91]
- 2008年5月 - Stack Overflowを開始（アメリカ）[92][93]。Wiki型のQ&Aサービスの1つ[61]
- 2009年6月 - 知識plusが終了[94]。同月、答えてねっとが終了[95]
- 2010年6月 - Quoraを公開（アメリカ）[60]。ソーシャル・ネットワーキング・サービスと接続したQ&Aサービスの1つ。
- 2010年7月 - FacebookがFacebook Questionsの計画を発表したが[96]、翌年発表されたのはアンケート機能だった[97]
- 2010年9月 - カカクコムのokyuu.com Q&Aが終了[98]
- 2010年10月 - ラトビアのマーク・テレビン･イルジャ・テレビンによってAsk.fmを開設。[99]
- 2011年1月 - 知乎が開始（中国）[100]
- 2011年3月 - 大学入試問題ネット投稿事件が発覚[101]
- 2011年6月 - 従業員がHivemine社を設立して、AskMeを買収（アメリカ）[102][103]
- 2012年1月 - やらせ投稿による、ステルスマーケティング事件が発覚[55]
- 2012年8月 - YAHOO!がAndroidに対応した「Yahoo!知恵袋アプリ」を公開[104]
- 2017年11月 - Quora日本語版リリース[105]